# Chalcomela splendens
Chalcomela splendens is een keversoort uit de familie bladkevers (Chrysomelidae). De wetenschappelijke naam van de soort werd in 1826 gepubliceerd door Macleay.